# Il guardiaboschi
Il guardiaboschi (Old Sequoia) è un film del 1945 diretto da Jack King. È un cortometraggio animato della serie Donald Duck, prodotto dalla Walt Disney Productions e uscito negli Stati Uniti il 21 dicembre 1945, distribuito dalla RKO Radio Pictures. A partire dagli anni novanta è più noto come Paperino e la sequoia.

## Trama
Paperino è il ranger di un parco, incaricato di proteggere una vecchia sequoia gigante. Un giorno, mentre due castori (simili a Cip e Ciop) abbattono gli alberi lì vicino, il telefono sulla torre di avvistamento di Paperino squilla: è il capo che, dopo averlo rimproverato per aver risposto in ritardo, gli ordina di proteggere la sequoia dai castori, pena il licenziamento. Paperino si precipita a terra con una doppietta con cui cerca di sparare ai due roditori, ma il telefono suona di nuovo, così Paperino corre a rispondere, venendo però sgridato per aver risposto. Tornato a terra, il papero scopre che i castori sono riusciti a entrare all'interno della sequoia e la stanno iniziando ad abbattere, facendo fuoriuscire la segatura. Paperino cerca di rimettere la segatura nell'albero con una macchina, che esplode, facendo rimanere nella base della sequoia solo il midollo. Mentre Paperino cerca di "ricomporre" la base dell'albero mettendo la corteccia intorno a dei legnetti, il telefono squilla una terza volta. Dopo una breve esitazione, il papero decide di rispondere, ma in quel momento la sequoia cade, travolgendo il posto di vedetta di Paperino e finendo in un lago nelle vicinanze. Mentre è sott'acqua, Paperino viene licenziato per telefono dal capo e va su tutte le furie.

## Distribuzione

### Edizioni home video

#### VHS
- I 50 anni folli di Paperino (gennaio 1987)

#### DVD
Il cortometraggio è incluso nei DVD Walt Disney Treasures: Semplicemente Paperino - Vol. 2 ed Extreme Adventure Fun.